# Soft Money (film 1919)
Soft Money è un cortometraggio muto del 1919 diretto da Hal Roach e Vincent Bryan. Il film, di genere comico, fu interpretato da Harold Lloyd, Snub Pollard, Bebe Daniels, Sammy Brooks.